# Летучий, Александр Яковлевич
Александр (Израиль) Яковлевич Лету́чий (1908—2002) — советский военный лётчик. Участник Советско-финской и Великой Отечественной войн. Герой Советского Союза (1940). Полковник.

## Биография
Александр (настоящее имя — Израиль) Яковлевич Летучий родился 25 ноября (12 ноября — по старому стилю) 1908 года в еврейской общине Добрая Херсонского уезда Херсонской губернии Российской империи (ныне село Доброе Баштанского района Николаевской области Украины) в крестьянской семье. Еврей. Закончил Добрянскую среднюю школу. В 1930 году А. Я. Летучий поступил в Московский торговый институт, но отучившись один год, подал заявление в Первую военную школу лётчиков им. А. Ф. Мясникова в Севастополе, которую закончил в 1932 году. Служил лётчиком-инструктором в Военной школе морских лётчиков и лётчиков—наблюдателей ВВС РККА имени И. В. Сталина в Ейске, затем был переведён в Ленинградский военный округ. Перед Зимней войной старший лейтенант А. Я. Летучий занимал должность помощника командира эскадрильи 3-го легкобомбардировочного авиационного полка.
30 ноября 1939 года началась Советско-финская война. Полк, в котором служил Александр Яковлевич, был переброшен на Северо-Западный фронт и вошёл в состав ВВС 8-й армии. За время войны старший лейтенант А. Я. Летучий совершил 32 боевых вылета на бомбардировщике СБ. За отличие в боях был награждён орденом Красной Звезды. Во время выполнения очередного задания 1 февраля 1940 года самолёт командира эскадрильи А. С. Топаллера был подбит и совершил вынужденную посадку на финской территории на льду озера Иля-Лаваярви (ныне в Суоярвском районе Республики Карелия Российской Федерации). Под прикрытием других бомбардировщиков А. Я. Летучий совершил посадку и подобрал экипаж сбитого бомбардировщика. Указом Президиума Верховного Совета СССР старшему лейтенанту Летучему Александру Яковлевичу 19 мая 1940 года было присвоено Звание Героя Советского Союза.
После окончания Зимней войны А. Я. Летучий продолжил службу в ВВС Ленинградского военного округа. После присвоения звания капитана он был назначен командиром эскадрильи бомбардировочного полка 241-й бомбардировочной авиационной дивизии. На 22 июня 1941 года дивизия дислоцировалась в Гатчине. В первые часы войны материальная часть дивизии была уничтожена. Личный состав был эвакуирован в Волхов, а затем направлен в город Петровск Саратовской области, где должен был пройти переобучение. Однако ситуация на фронте потребовала скорейшей переброски лётчиков для обороны Москвы. Майор А. Я. Летучий принял командование 734-м бомбардировочным авиационным полком, вооружённым самолётами У-2 и укомплектованным неопытными курсантами Осоавиахима и лётчиками запаса. 15 декабря 1941 года полк вошёл в состав ВВС 61-й армии Западного фронта и с 17 января 1942 года принимал участие в битве за Москву. К маю 1942 года полк был уже вполне боеспособным подразделением. Лётчики полка совершили 1427 успешных боевых вылета и сбросили на позиции противника свыше 3000 авиабомб. За отличное выполнение поставленных задач 34 лётчика полка были представлены к правительственным наградам.
26 июня 1942 года А. Я. Летучий был назначен командиром 646-го ночного легкобомбардировочного авиационного полка, также входившего в состав 208-й ночной бомбардировочной авиационной дивизии 2-й воздушной армии. К январю 1943 года Александр Яковлевич получил звание подполковник. В составе Воронежского (с 20.10.43 г. — 1-й Украинский) фронта полк под командованием подполковника А. Я. Летучего участвовал в операции «Звезда», Курской битве, Битве за Днепр, Житомирско-Бердичевской, Корсунь-Шевченковской, Ровно-Луцкой, Проскуровско-Черновицкой, Львовско-Сандомирской, Сандомирско-Силезской, Нижнесилезской и Верхнесилезской операциях. Лётчики полка Летучего в период наступательных действий производили боевые вылеты на разведку, обеспечивали связь между соединениями, наносили бомбовые удары по позициям противника. В последние месяцы войны Александр Яковлевич был назначен заместителем командира 208-й ночной бомбардировочной авиационной дивизии и в этой должности участвовал в Берлинской и Пражской наступательных операциях.
За годы войны подполковник А. Я. Летучий на самолётах СБ, Р-5, У-2, Пе-2 совершил 81 успешный боевой вылет. Боевой путь он закончил в небе Чехословакии. После войны Александр Яковлевич окончил курсы усовершенствования офицерского состава и продолжал службу в военно-воздушных силах СССР до 1957 года. В запас уволился в звании полковника. Жил в городе Пушкин Ленинградской области. Занимался активной общественной деятельностью, патриотическим воспитанием молодёжи, состоял членом районного совета ветеранов.
6 июля 2002 года Александр Яковлевич скончался. Похоронен на Казанском кладбище в городе Пушкин Пушкинского района города федерального значения Санкт-Петербурга.

## Награды
- Медаль «Золотая Звезда» (19.05.1940);
- орден Ленина (19.05.1940);
- орден Красного Знамени;
- орден Александра Невского (19.04.1943);
- орден Отечественной войны 1 степени (06.11.1985);
- орден Красной Звезды — дважды (1940; 14.08.1942).
- Медали, в том числе:

медаль «За отвагу».

## Память
- Мемориальная доска в честь Героя Советского Союза А. Я. Летучего установлена на здании Добрянской общеобразовательной школы в селе Доброе Николаевской области Украины.
- Имя Героя Советского Союза А. Я. Летучего носит Добрянская общеобразовательная школа в селе Доброе Николаевской области Украины.

## Документы
- Общедоступный электронный банк документов «Подвиг Народа в Великой Отечественной войне 1941—1945 гг.» Дата обращения: 21 мая 2012. Архивировано из оригинала 11 мая 2017 года.

Орден Александра Невского. Дата обращения: 21 мая 2012. Архивировано 22 сентября 2012 года.
Орден Отечественной войны 1-й степени. Дата обращения: 29 мая 2013. Архивировано 29 мая 2013 года.
Орден Красной Звезды (1942). Дата обращения: 21 мая 2012. Архивировано 22 сентября 2012 года.